# Schloss Mückenberg

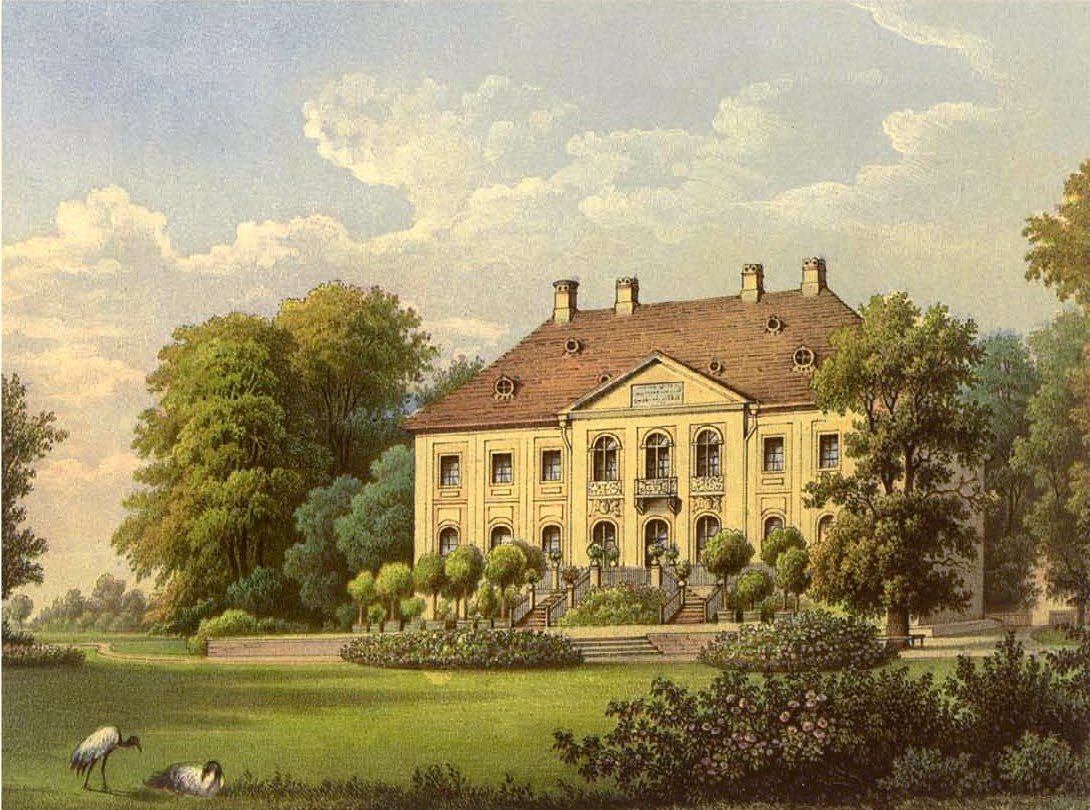
Schloss Mückenberg um 1860 (Sammlung Alexander Duncker)

Schloss Mückenberg stand im Süden der Stadt Mückenberg, die seit 1950 Teil des südbrandenburgischen Lauchhammer ist.
Die erste urkundliche Erwähnung einer Burg in Mückenberg stammt aus dem Jahr 1278. Benedicta Margaretha Baronin von Löwendal, die 1716 ihren Wohnsitz nach Mückenberg verlegte und mit der Gründung des Lauchhammerwerkes als Begründerin des heutigen Industriestandorts gilt, ließ 1735 die alten Gebäude niederreißen und eine neue Schlossanlage errichten. Kurz vor seiner Fertigstellung fiel das Gebäude durch die Unachtsamkeit mehrerer Tischlergesellen einem Brand zum Opfer. Das sofort wiedererrichtete Schloss, ein zweistöckiger Dreiflügelbau, konnte 1737 bezogen werden.
Das Gebäude brannte in den letzten Tagen des Zweiten Weltkriegs durch Brandstiftung bis auf die Grundmauern nieder. Die Ruine wurde später abgetragen. Erhalten blieben der einstige Schlosspark, die Schlosskirche sowie einige Nebengebäude.

## Geschichte von Schloss und Herrschaft Mückenberg

### Burg Mückenberg

Burg Mückenberg

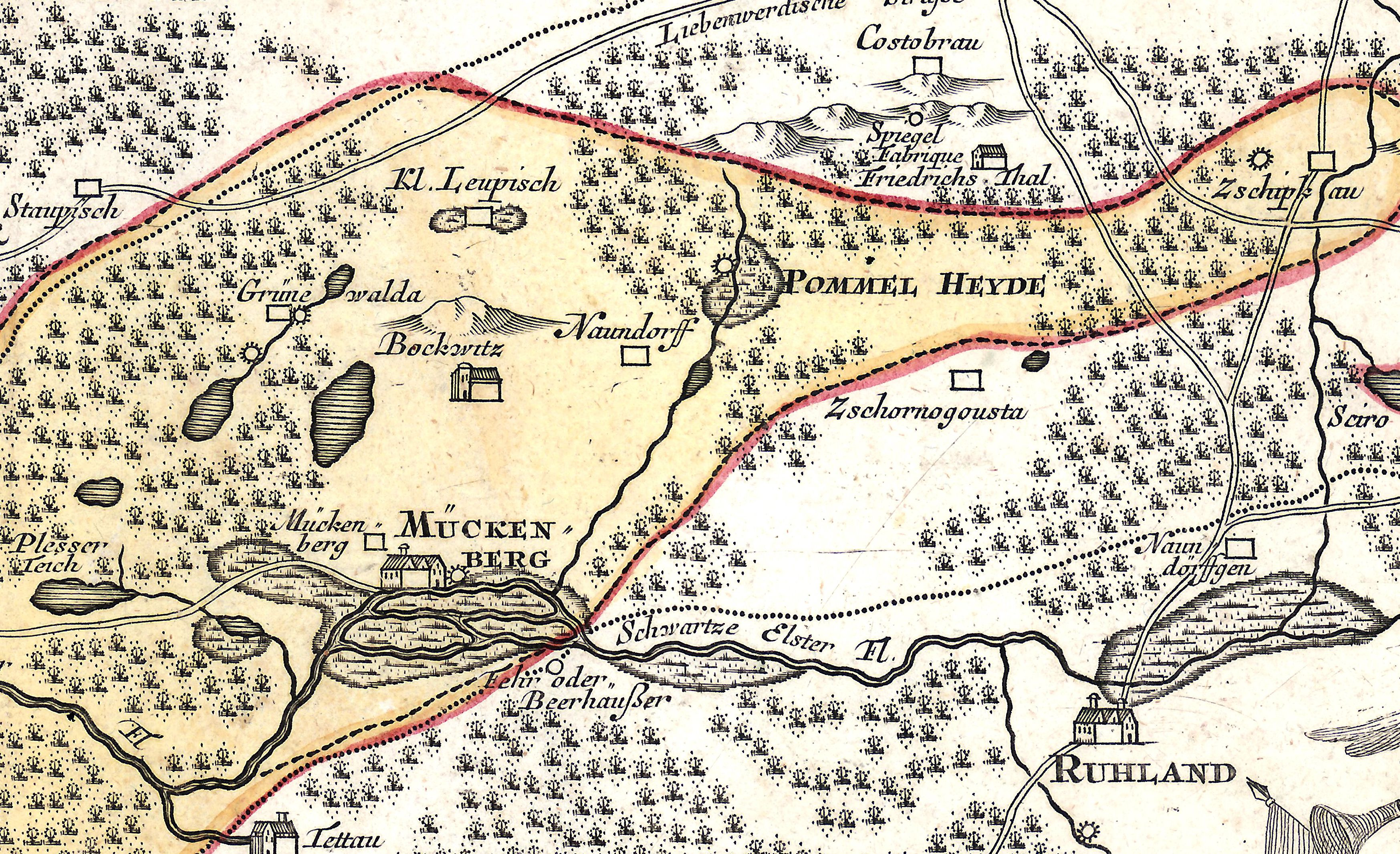
Mückenberg und Umgebung um 1730

In der Zeit um 1000 kam es im Zuge des deutschen Landesausbaus östlich der Elbe zu militärischen Auseinandersetzungen zwischen dem sich ausdehnenden Heiligen Römischen Reich mit den dort ansässigen slawischen Herrschern. Zur selben Zeit begannen aus östlicher Richtung polnische Herzöge und Könige ebenfalls zu expandieren, was zu weiteren Konflikten führte. Entlang der Schwarzen Elster wurden deshalb mehrere Burgen neu gegründet oder ausgebaut, die sowohl dem Schutz und der Kontrolle der parallel zum Fluss verlaufenden Heer- und Handelsstraßen dienten, als auch die Flussübergänge und die hier entstehenden Siedlungen sicherten.
Einen ersten urkundlichen Beleg für Mückenberg gibt es mit der Erwähnung des Cunczo Schoff de Monte Miconis aus dem Jahre 1278. Nahe der Burg, die einen durch mehrere Brücken verbundenen Damm durch die sumpfige Elsterniederung in Richtung Ortrand sicherte, soll sich der Überlieferung nach das wendische Fischerdorf Puketzscha befunden haben. Es ist später mit der im Anschluss an die Burg entstandene deutschen Siedlung zusammengewachsen, die Stadtrechte besaß. Die Herrschaft Mückenberg, auch Mückenberger Ländchen oder lendichen genannt, umfasste neben Mückenberg die Orte Bockwitz, Naundorf, Dolsthaida, Kleinleipisch, Grünewalde, später den Gutsbezirk Lauchhammer und zeitweise auch die Orte Schipkau und Särchen, das heutige Annahütte.
Die Schoff (Schaff) waren in Mückenberg bis zum Ende des 14. Jahrhunderts ansässig. Ihnen folgte im Jahre 1398 Heinrich von Waldau, der es vermutlich von Luther Schaff käuflich erwarb und 1405 auch die Burg und Herrschaft Würdenhain übernahm. Das Geschlecht der von Waldau blieb bis 1417 im Besitz der Herrschaft, die sie an das Adelsgeschlecht derer von Köckritz abgaben. Das in jener Zeit sehr einflussreiche Adelsgeschlecht blieb dort bis in das 16. Jahrhundert ansässig. Durch seine zahlreichen Besitzungen im Übergangsland zwischen der Mark Meißen und der Niederlausitz gelang es ihm zeitweise ein vom Amt relativ unabhängiges Herrschaftsgebiet aufzubauen.
Das später folgende meißnische Adelsgeschlecht der von Schleinitz wurde in Mückenberg erstmals 1506 erwähnt. Es besaß zu dieser Zeit auch die etwa 20 Kilometer westlich gelegene Herrschaft Saathain. Die alte Überlandverbindung zwischen beiden Herrschaften, der sogenannte Schleinitzweg, verdankt ihm ihren Namen.

### Freifrau von Löwendal

Benedicta Margareta von Löwendal (1725–1776)

Im Jahre 1716 erwarb der kursächsische Oberhofmarschall und Kabinettsminister Woldemar Freiherr von Löwendal, der seit 1708 die benachbarte Herrschaft Elsterwerda besaß, die beiden Herrschaften Mückenberg und Saathain. Mückenberg verpfändete er aufgrund von Schulden am 29. Juli 1718 seiner Frau Benedicta Margaretha, die dort ihren Wohnsitz einrichtete und welche die Gutsherrschaft mit den sechs dazugehörigen Dörfern 1722 ihrem Mann als erbliches Eigentum abkaufte und als staatliches Lehen erhielt. Drei Jahre später bekam die Freifrau vom sächsischen Kurfürsten August dem Starken das Privileg zum Betrieb einer Eisengießerei, den Lauchhammer, zugesprochen, womit sie den Grundstein für den heutigen Industriestandort Lauchhammer legte.
In Mückenberg ließ sie die alte, baufällig gewordene Schlossanlage im Jahre 1735 niederreißen. Der fast fertiggestellte Nachfolgebau brannte in der Nacht vom 27. zum 28. Februar 1737 mit dem Inventar nieder. Der Schaden am Schloss belief sich auf insgesamt 10.400 Taler. Das Feuer griff außerdem auf die benachbarte Stadt über, in der 17 Gehöfte niederbrannten.
Noch im selben Jahr ließ Freifrau Benedicta Margareta von Löwendal 1737 abermals eine Schlossanlage errichten, die im darauf folgenden Frühjahr fertiggestellt wurde. Sie ähnelte äußerlich dem Elsterwerdaer Schloss, das 1727 aus finanziellen Gründen verkauft werden musste.
Die Freifrau starb im Juli 1776 im Mückenberger Schloss. Beigesetzt wurde sie neben ihrem Gemahl und den vier gemeinsamen frühzeitig verstorbenen Kindern in der Löwendalschen Gruft der Bockwitzer Nikolaikirche.

### Die Grafen von Einsiedel

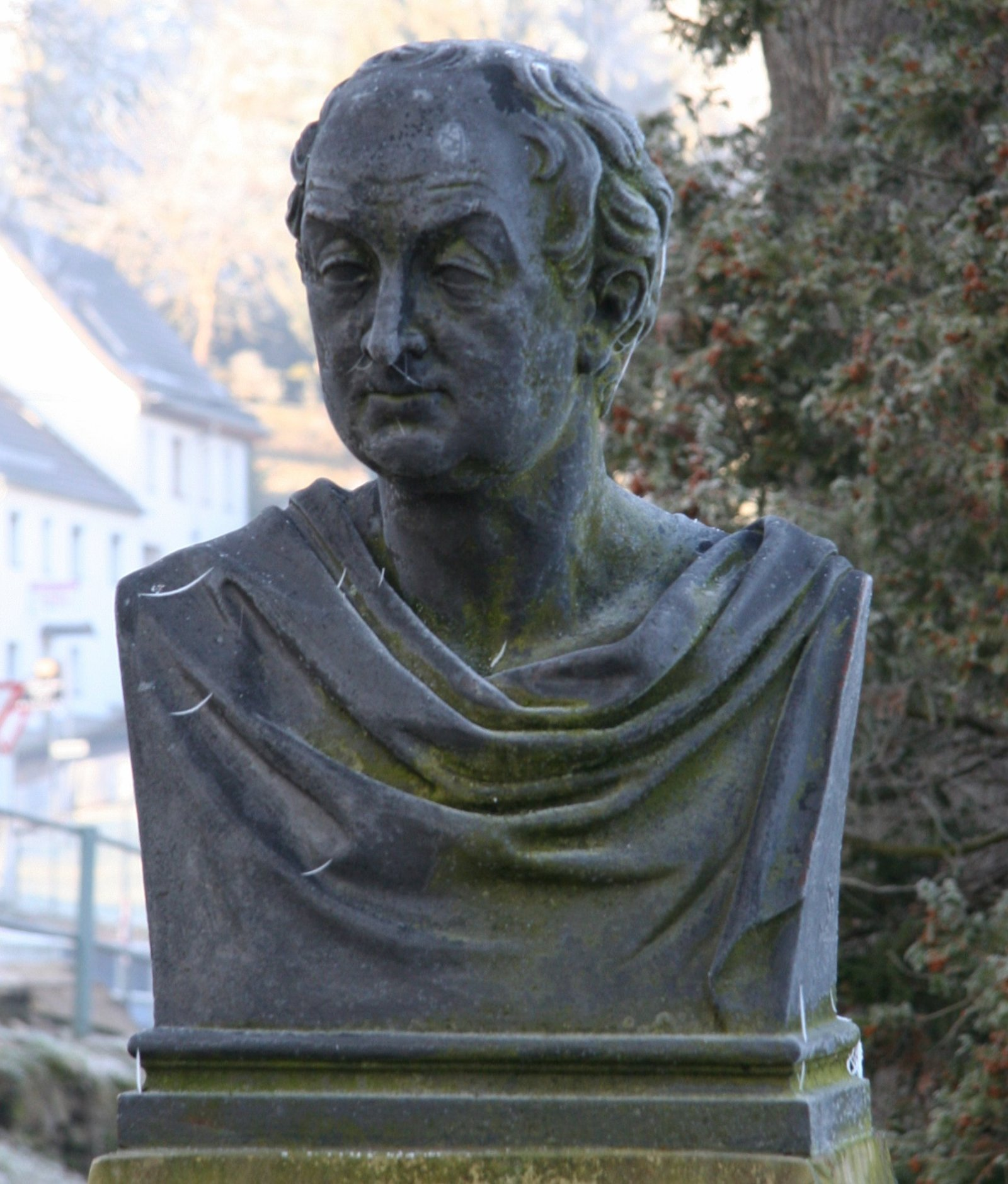
Detlev Carl von Einsiedel (Büste am Schloss Wolkenburg)

Nach ihrem Tod hinterließ Freifrau von Löwendal Mückenberg ihrem Patenkind und Universalerben, dem kursächsischen Kabinettsminister Graf Detlev Carl von Einsiedel, der fortan die Geschicke des Löwendalschen Unternehmens leitete und unter anderem im Jahre 1779 im damals zur Herrschaft Saathain gehörenden Gröditz ein Schwesterwerk errichtete. Saathain war 1750 in den Besitz der Einsiedels übergegangen.
Graf von Einsiedel gilt als Begründer des traditionsreichen Kunstgusses in Lauchhammer, der Weltruf erlangte. Zu den viel beachteten Werken zählen beispielsweise die Bronzestatuen der polnischen Fürsten Mieczyslaw und Boleslaw im Posener Dom (1841), das von Ernst Rietschel geschaffene Lutherdenkmal in Worms (1868), das als weltweit größtes Reformationsdenkmal gilt, den Hygieia-Brunnen auf dem Hof des Hamburger Rathauses (1895/96) und die von Fritz Cremer geschaffene Figurengruppe des Mahnmals im KZ Buchenwald (1957/58).
Von Einsiedel ließ in der Eisengießerei Lauchhammer ab 1781 erste Versuche durchführen, Formen für den Eisenkunstguss herzustellen. Den beiden Bildhauern Joseph Mattersberger und Thaddäus Ignatius Wiskotschill gelang 1784 nach mehreren Fehlversuchen der als Hohlguss ausgeführte Nachguss einer antiken Bacchantin. Grundlage war die einsiedelsche Sammlung von Abgüssen antiker Büsten, Statuen und Basreliefs.
Ab 1804 übernahm sein Sohn Detlev von Einsiedel die Leitung der väterlichen Betriebe, die er in seinem Sinne weiterführte und durch unternehmerische Weitsicht, wie 1849 den Kauf des verkehrsgünstig an der Leipzig-Dresdner Eisenbahn gelegenen Eisenwerks in Riesa, erweiterte. Außerdem ließ er während der Regulierung der Schwarzen Elster 1853 die Plessaer Schifffahrtsschleuse anlegen, um die Strecke Mückenberg–Wahrenbrück für den Transport von Raseneisenstein zur Verhüttung schiffbar zu machen. Dies war etwa zwanzig Jahre lang möglich. Die zunehmende Versandung des Flussbetts machte den Schiffsverkehr jedoch unrentabel, weshalb er schließlich eingestellt wurde.
Politisch brachte es Detlev von Einsiedel wie sein Vater zum sächsischen Kabinettsminister und nahm in dieser Funktion als Bevollmächtigter des sich in Gefangenschaft befindlichen sächsischen Königs Friedrich August I., am Wiener Kongress (1814/15) teil. Nach Einsiedels Tod wurde sein Besitz zunächst von Baron von Welck verwaltet. Die einsiedelschen Industriebetriebe waren im Jahre 1840 in die Gewerkschaft der gräflich Einsiedelschen Eisenhütten umgewandelt und weitere Mitglieder des verzweigten Adelsgeschlechts in die Leitung einbezogen worden.

### Die Industrialisierung des Mückenberger Ländchens

Nordwestseite des Schlosses um 1907

Grundriss Schloss Mückenberg

Etwa zu dieser Zeit begann der Abbau von Braunkohle im Mückenberger Ländchen. 1789 wurde auf dem Butterberg bei Bockwitz Braunkohle entdeckt und ab 1803 zunächst unveredelt zum Beheizen einer Dampfmaschine im Lauchhammerwerk eingesetzt. Waren es zunächst nur einige wenige kleinere Gruben, stieg deren Anzahl bald rasant an. Zwischen 1870 und 1874 waren in der Region 22 Gruben in Betrieb. Mit der Eröffnung der Eisenbahnstrecke Kohlfurt–Falkenberg wurde das Gebiet 1874 an das neue Eisenbahnnetz angeschlossen, was einen weiteren Schub für die Industrialisierung brachte. Bis zum Jahre 1879 zählte man 77 angemeldete Gruben.
Den einsiedelschen Besitz in Mückenberg übernahm 1872 eine Aktiengesellschaft, die Schloss und Herrschaft Mückenberg noch im selben Jahr an den aus dem Deutsch-Französischen Krieg (1870/71) zurückgekehrten Rittmeister Ernst von Bredow für 250.000 Mark verkaufte. Von Bredow veräußerte einen Großteil der herrschaftlichen Wälder. Er wurde im Jahre 1885 Landrat des Landkreises Liebenwerda, zu dem Mückenberg damals gehörte. Mückenberg befand sich bis zum Jahre 1895 in seinem Besitz, bis die verbliebenen Ländereien mit dem Schloss an den Rittmeister Arthur von Wentzky und Petersheide gelangten. Im Jahre 1904 erwarb sie der Baron von Arnim, der sie bis 1907 behielt.
1909 übernahm die Braunkohlen- und Brikett-Industrie AG (BUBIAG), eines der bedeutendsten Bergbauunternehmen des Lausitzer Braunkohlereviers, das Schloss mit seinen verbliebenen Ländereien. Ab dem Jahre 1922 ließ die Gesellschaft das Mückenberger Schloss als Verwaltungssitz des Konzerns umbauen, der sich bis dahin am Rande der seit 1887 aufgeschlossenen Grube Milly bei Bockwitz befand. Die Betriebs-Direktion konnte den Bau im Folgejahr beziehen.

### Zerstörung des Schlosses 1945
Das Schloss, das bis dahin noch Verwaltungssitz war, fiel gegen Ende des Zweiten Weltkrieges zwei Tage nach dem Einmarsch der Roten Armee in Mückenberg am 24. April 1945 einer Brandstiftung zum Opfer. 417 Hektar Grundbesitz der BUBIAG in Mückenberg wurden später im Rahmen der Bodenreform aufgeteilt, ihre Betriebe und Anlagen in der Sowjetischen Besatzungszone durch die Sowjetische Militäradministration in Deutschland entschädigungslos enteignet. Während der Konzern seinen Sitz nach München verlagerte, wurden die Mückenberger Betriebsteile am 1. Januar 1948 in Braunkohlenwerk Mückenberg umbenannt.

## Architektur und Baugeschichte

### Das Schloss
Ursprünglich befand sich in Mückenberg ein zweistöckiges auf Pfahlrosten ruhendes Hauptgebäude, das vier Türme besaß und von Wällen und Gräben umgeben war.
Freifrau Benedicta Margareta von Löwendal ließ die baufällig gewordenen Gebäude im Jahre 1735 niederreißen und ein neues Schloss errichten. Der fast fertiggestellte Nachfolgebau brannte allerdings in der Nacht vom 27. zum 28. Februar 1737 mitsamt dem Inventar durch die Unvorsichtigkeit mehrerer im Schloss arbeitender Tischlergesellen nieder. Nach dem vom Dresdner Zimmermeister Johann Greytzner erstellten Gutachten zum Brandschaden bestand das abgebrannte, mit Ziegeln gedeckte Schloss aus einem zweistöckigen, 60 Ellen langen und 30 Ellen breiten Hauptgebäude mit zwei jeweils 22 Ellen langen und 14 Ellen breiten Flügeln.
Noch im selben Jahr ließ Freifrau Benedicta Margareta von Löwendal 1737 abermals eine Schlossanlage errichten, die im Frühjahr darauf fertiggestellt wurde. Der zweistöckige Dreiflügelbau im Stil des sächsischen Barocks besaß ein mit Dachgauben versehenes Walmdach. Die Anlage mit einer durch Mittelrisalite, Stuckaturen, Lisenen und variierenden Fensterformen belebte Fassade war von Terrassen umgeben. Das Haupttreppenhaus zierten ein schmiedeeisernes Geländer und ein Illusionistisches, den Himmel darstellendes Deckengemälde, mit Venus, Amor, Uranus und bekränzten Putten. Die Räume waren mit Stuckreliefs, Spiegeln und Gemälden versehen.
Im Risalit auf der dem Park zugewendeten Seite befand sich die Inschrift:
| BENED: MARGERITAE A LOEWENDAHL E GENTE NOBILISSIMA RANZOVIA QVAE HASCE AEDES INGENUE POSVIT MDCCXXXVII HEREDUM GRATORIUM PIETAS 1836 |

Nachdem die BUBIAG das Schloss übernommen hatte, ließ sie das Mückenberger Schloss 1922 als Verwaltungssitz des Konzerns umbauen. Zusätzlich wurde ein zweckentsprechender, mit einem Mansarddach versehener Anbau errichtet.
Nach der Zerstörung im April 1945 wurde das Mückenberger Schloss nicht wieder aufgebaut. Die gesamte Ruine, deren Steintrümmer zum Teil bis Ende der 1960er Jahre auf den Fundamenten lagen, wurde schließlich abgetragen; die Flächen wurden in den verbliebenen Schlosspark integriert.

### Weitere Gebäude des Schlossensembles

Das Schloss-Areal auf einem Messtischblatt (1889)

In der Flucht der einstigen Schlossflügel schließen sich weitere, inzwischen unter Denkmalschutz stehende Gebäude an und bilden einen Vorhof. Nordöstlich des einstigen Schlosses befindet sich die in der Mitte des 18. Jahrhunderts errichtete Orangerie. Der jetzt dem Verfall preisgegebene Komplex bestand ursprünglich aus zwei doppelgeschossigen Pavillons mit Zeltdächern, die durch einen verglasten eingeschossigen Mittelbau verbunden waren. Der Graf von Einsiedel hatte dort antike Statuen, Modelle und Abdrücke gesammelt. In der Gegenwart weist nur noch das nordwestliche Gebäude die ursprünglichen barocken Merkmale auf. Während der Verbindungsbau erst 1923 für Wohnzwecke ausgebaut wurde, erfuhr der südöstliche Pavillon bereits in der zweiten Hälfte des 18. Jahrhunderts Umbauten, durch die er im Schweizerstil verändert wurde und seine heutige Dachform erhielt.
In der Flucht des südwestlichen Schlossflügels schließen sich die einstige Schlosskirche, das Kavaliershaus sowie das Gebäude der alten Försterei an. Während die Försterei ebenso wie die Orangerie verfällt, wird das ehemalige Kavaliershaus noch als Wohnhaus genutzt.
Die inzwischen restaurierte Schlosskirche ließ Freifrau Benedicta von Löwendal im Jahre 1746 errichten. Sie ist vermutlich ein Werk des Dresdner Baumeisters Julius Heinrich Schwarze. Äußerlich ist die Kirche an die gegenüberliegende Orangerie angepasst. Der quadratische, doppelgeschossige südöstliche Gebäudeteil ist mit einem Zeltdach versehen; ihm schließt sich ein eingeschossiges Kirchenschiff mit einem Satteldach und einem pagodenförmigen Dachreiter an. Innen ist es im Rokokostil gehalten. Zur Ausstattung der Kirche gehört eine von Johann Joachim Kändler etwa um 1750 geschaffene Kreuzigungsgruppe aus Meißener Porzellan, die noch zu kirchlichen oder anderen Anlässen den Altar schmückt. Ursprünglich befand sich in der Schlosskirche auch eine 1863 vom Liebenwerdaer Orgelbaumeister Raspe errichtete Orgel, die in den 1980er Jahren wegen Baufälligkeit und Wurmbefall größtenteils abgerissen wurde.

### Schlosspark (Volkspark)
Der heutige Schlosspark hat eine Größe von etwa 14 Hektar. Auf den Grundmauern gepflanzte Eiben stellen die äußeren Umrisse des abgebrannten Schlosses sowie dessen Zimmeraufteilung dar. Auch der Standort des ebenfalls zerstörten Anbaus wurde in seinen Umrissen als Grünanlage umgestaltet.
Ursprünglich im barocken Stil gestaltet, befand sich in der Anlage einst eine große Anzahl fremdländischer Bäume. Detlev Carl von Einsiedel ließ den Park landschaftlich überarbeiten und Skulpturen aus der Kunstgießerei Lauchhammer aufstellen. So wurde 1788 die Figur Frau von Herculaneum als Eisenkunstguss gefertigt und auf dem Rondell des Schlosshofes aufgestellt. Im Garten befand sich eine Büste des sächsischen Kurfürsten Friedrich August III., in der Hauptsichtachse eine dem Brandenburger Tor nachempfundene hölzerne Treillage, die etwa um 1800 entstanden war. Es handelte sich um ein großes Gittertor, das auf beiden Seiten von offenen Hallen mit jeweils vier Säulen flankiert wurde, an die sich zwei Gartenhäuschen anschlossen. Unter dem Sohn Detlev von Einsiedel wurde der Park an der Schwarzen Elster erweitert und ein Altarm des Flusses als Teich umgestaltet.
Ende des 19. Jahrhunderts erfuhr der Schlosspark abermalige Veränderungen, die ihm den Charakter eines Englischen Landschaftsgartens verliehen. Ein Großteil der ursprünglichen Anlage wurde im Mai 1912 Opfer eines Sturms. Eine von Westen nach Osten ziehende Windhose verursachte schwere Schäden im Zentrum des damals 75 Morgen umfassenden Parks. Dabei wurden zahlreiche Bäume umgeknickt oder entwurzelt und die historischen Treillagen zerstört.
Auf dem Rondell zwischen Kirche und Orangerie wurde 1922 ein Kriegerdenkmal in Form einer Sandsteinfigur auf Sockel zu Ehren der im Ersten Weltkrieg gefallenen Mückenberger Einwohner errichtet. Zwei Platten davor enthalten die Namen der Toten des Zweiten Weltkrieges. Der Schlossteich wurde im Jahre 1925 zugeschüttet.
Nach der Zerstörung des Schlosses im Jahre 1945 wurde der Schlosspark als Naherholungsgebiet Volkspark umgestaltet. Neben einer großen Freilichtbühne entstanden ein Tiergehege, eine Parkeisenbahn und ein Kinderspielplatz. Seit Oktober 1959 befindet sich im Zentrum des Schlossparks ein Ehrenmal zur Erinnerung an die Opfer des Faschismus. Im August 2000 wurde ein anlässlich der 275-Jahr-Feier des Lauchhammerwerkes geschaffener Nachguss der Frau von Herculaneum aufgestellt. Er befindet sich heute vor dem ehemaligen Standort des Schloss-Anbaus.
Die Parkanlage wurde in der Nacht vom 18. zum 19. Januar 2007 erneut von einem Unwetter getroffen. Der Orkan Kyrill verursachte schwere Schäden und ein Großteil (etwa 75 %) des alten Baumbestandes wurde zerstört. Die Stadt Lauchhammer versucht mit eigenen Mitteln und mit Hilfe von Spendengeldern die denkmalgeschützte Anlage wieder in ihren ursprünglichen Formen herzustellen.